# Гірнича промисловість України

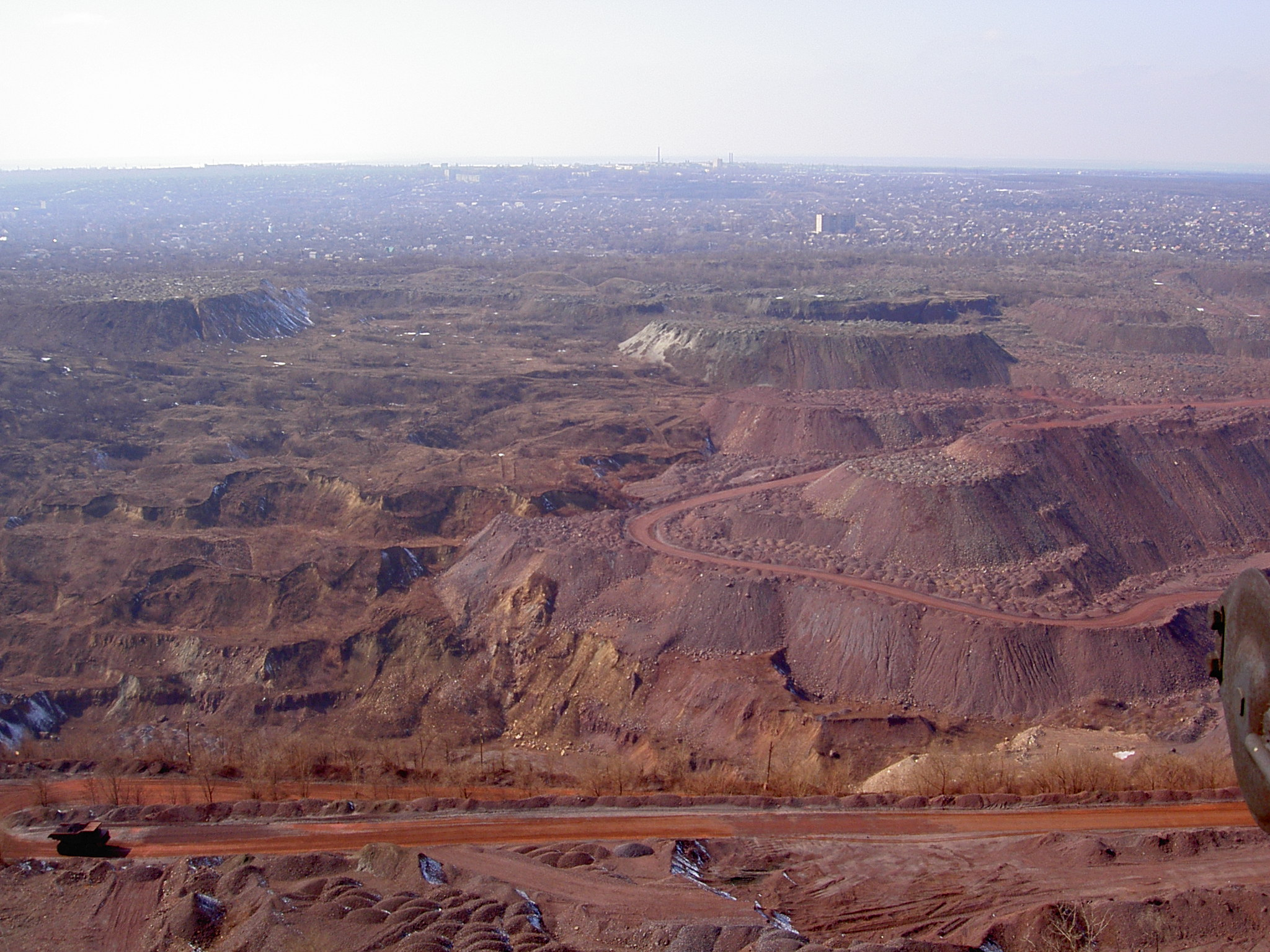
Загальний вигляд кар'єру «Північний». Криворізький залізорудний басейн.

Гірнича промисловість України — одна з основних галузей Економіки України, одина з основних груп експорту та одне з основних джерел надходження валюти в країну.

## Загальна характеристика
Україна має потужний гірничодобувний потенціал і займає одне з провідних місць серед європейських країн з видобутку залізних і марганцевих руд, кам'яного і бурого вугілля, руд кольорових і рідкісних металів, самородної сірки, кам'яної та калійної солей, виробництву феромарганцю і глинозему. Видобувають також нафту і газ, індустріальні мінерали — доломіт, каолін, графіт, кварц та інш.
Економіка України забезпечена вже розвіданими геологічними запасами на 20–30 років наперед. Проте в XX ст. при перебуванні України в складі СРСР внаслідок низької технологічної культури та специфічної політики центру стосовно республік часто мало місце екстенсивне і нераціональне використання надр. Цьому сприяло і те, що МСК України розвивався як частина єдиної економічної системи СРСР в умовах міжреспубліканського розподілу праці. Некомплексне, нераціональне використання надр призвело до передчасного відпрацювання багатьох родовищ корисних копалин: газу, нафти, сірки, ртуті, флюсової сировини, дорогоцінного каменю, води тощо. На початку XXI ст. МСК України об'єднує понад 2000 гірничодобувних і переробних підприємств, має розвинену наукову і технологічну структуру. До промислового освоєння на кінець XX ст. залучено 3349 родовищ, тобто 40–75 % розвіданих запасів різних видів корисних копалин. Тут зосереджено близько 1/3 всіх виробничих фондів держави і близько 20 % трудових ресурсів промисловості, щорічно виробляється до 25 % ВНП, який у 2000 році становив 173 млрд грн. Розвідані запаси майже 8 тис. родовищ вітчизняні спеціалісти оцінюють у 7,5 трлн доларів США, а західні експерти — у понад 11 трлн доларів США. Загальна вартість річної продукції гірничо-видобувного комплексу України у 1990 р., коли було досягнуто найвищого рівня видобутку, становила майже 20 млрд дол. США.
В Україні у великих обсягах ведеться видобуток кам'яного вугілля (2 % від світового видобутку), залізних (4 %) і марганцевих (10 %) руд, урану, титану, цирконію, германію, графіту (4 %), каоліну (18 %), брому, вохри, нерудної металургійної сировини (кварцити, флюсові вапняки і доломити), хімічної сировини (самородна сірка, кам'яні і калійні сульфатні солі), облицювального каменю (граніти, габро, лабрадорити і ін.), скляного піску. В значній кількості видобувають з надр вуглеводневу сировину, буре вугілля, торф, цементну сировину, карбонатну сировину для хімічної і харчової промисловості, тугоплавкі і вогнетривкі глини, сировину для будівельних матеріалів, йод, бром, різноманітні мінеральні води, дорогоцінні і виробні камені, п'єзокварц і ін. У відносно невеликих обсягах видобувають також нікелеві руди, золото, скандій, гафній, бурштин, цеоліти. Іде переоцінка запасів ртуті, що видобувалася раніше в значних обсягах. В різному ступені розвідані і підготовлені до експлуатації родовища хрому, свинцю, цинку, міді, молібдену, золота, берилію, літію, танталу, ніобію, скандію, ітрію, рідкісних земель, алмазів, металів платинової групи, плавікового шпату, фосфоритів, апатиту, горючих сланців, бішофіту і ін.
Запаси корисних копалин та виробничі потужності України дають можливість забезпечити себе та експортувати: залізо, марганець, титан, цирконій, графіт, каолін, самородну сірку, бентонітові та вогнетривкі глини, калійну та кухонну сіль, флюсову сировину, декоративно-облицювальні матеріали. Власний видобуток паливно-енергетичної сировини (нафти, газу, окремих сортів коксівного вугілля) на початку XXI ст. не задовольняє внутрішні потреби країни. В Україну імпортуються: нафта, газ, глинозем, кольорові, рідкісні, рідкісноземельні метали, плавиковий шпат та ін. В країні постійно збільшується видобуток нафти і газу, будівельних матеріалів, дорогоцінного каміння та інших корисних копалин. У 2000 р. в Україні перероблено 9,1 млн т. нафти.

## Окремі галузі

### Нафтова і газова промисловість
Промислові запаси нафти встановлені в Передкарпатському, Дніпровсько-Донецькому і Причорноморсько-Кримському регіонах. У 1950-і рр. були відкриті і здані в експлуатацію родовища нафти в Полтавській, Сумській, Харківській і Чернігівській областях. Інтенсивний розвиток галузі спостерігався до 1960-1970-х рр. Але у зв'язку з відпрацюванням запасів видобуток нафти і газового конденсату було скорочено. Новий етап розвитку галузі почався у 1992-93 рр. після відновлення Україною незалежності. Видобуток нафти з надр здійснюється в основному насосним і фонтанним способами. Середній дебіт на відпрацьований свердловино-місяць становить 168,5 т. Коефіцієнт експлуатації свердловин 0,977, коефіцієнт використання 0,968. В Україні діє ряд потужних нафтопереробних заводів: Лисичанський, Дрогобицький, Одеський, Херсонський, Кременчуцький), що працюють на місцевій і привізній сировині.
Після 1945 в Україні були відкриті і здані в експлуатацію великі родов. природного газу: в західних областях — Угерське, Биктів-Бабчинське і інші, в східних — Шебелинське, Хрестищенське, Єфремівське, Кегічівське і інші, в Криму — Глібовське, Джанкойське, Стрілківське і інші. З середини 50-х до середини 70-х рр. XX ст. видобуток газу стабільно зростав, і досяг максимуму у 1975 (68,7 млрд м³). Надалі в зв'язку з вичерпанням виявлених запасів видобуток природного газу знижується. На кінець 1980-х рр. фонд діючих свердловин становив 1585. Коефіцієнт. експлуатації газових свердловин — 0,960, коефіцієнт використання 0,904.
З відновленням незалежності України проблема забезпечення національної економіки власними енергоносіями стала стратегічною. Було реконструйовано старі родовища, відкрито понад 60 нових, проводяться пошуково-розвідувальні роботи в різних нафтогазових регіонах включно з шельфом Чорного та Азовського морів. На 2001 р. кількість газових свердловин майже подвоїлася. Існує розгалужена система газорозподільних мереж. Близько 80 % припадає на промисловість. Тривають роботи по залученню до паливно-енергетичного балансу метану вугільних родовищ (за рахунок превентивної дегазації пластів).
У 1999 р. в Україні було видобуто 3,8 млн т, а імпортовано 12,0 млн т. нафти і газового конденсату. За 1997 р. видобуток газу становив 18,2 млрд м³. Водночас імпортовано 62,36 млрд м³ газу з РФ і Середньої Азії. Україна гостро потребує збільшення власних запасів і видобутку нафти, конденсату та природного газу.
Станом на 2000 р. розподіл родовищ вуглеводневої сировини України за ступенем промислового освоєння: в промисловій розробці — 170 шт., 55 %; у розвідці — 117 шт., 38 %; підготовлені до промислової розробки — 15 шт., 5 %; законсервовані — 12 шт., 4 %.
Стан початкових видобувних ресурсів на 2000 р. (млн т. умовного палива): початкові потенційні ресурси — 8417,8; ресурси категорій Д1-Д3 — 3506,7; 42 %; ресурси категорій С3 — 1050,5; 12 %; запаси категорії С2 — 422,7; 5 %; запаси категорій А+В+С1 — 1335,7; 16 %; видобуток з початку розробки — 2102,2; 25 %.
У 2002 р. в південній частині Азовського моря відкриті нові газові родовища — Казантипське, Керченське і Булганакське. Ця знахідка на рахунку найбільшої компанії з розвідки і видобутку нафти і газу на українському шельфі Чорного і Азовського морів державного акціонерного товариства «Чорноморнафтогаз», яке входить до складу «НАК Нафтогаз України». Розробка трьох відкритих газових родовищ почнеться в 2002–2003 рр. Казантипське газове родовище діє з листопада 2002 р; воно даватиме до 1 млн м³ природного газу на добу. Чистий прибуток від реалізації газу, видобутого на Казантипському родовищі йде на подальше розширення пошуково-розвідувальних робіт і освоєння родовищ на шельфі Чорного і Азовського морів. Освоєння Булганакського родовища газу планується завершити в 2004 р, а освоєння Керченського родовища — в 2005. р. Освоєння трьох нових газових родовищ дозволить до 2005 року збільшити видобуток газу на 650 млн м³ до 1,3 млрд м³/рік і повністю забезпечити всі потреби Криму газом власного видобутку, а також продавати його на материк або використати для виробництва власної електроенергії. Прогнозні запаси газу цього нафтогазоносного району близько 1 трлн м³. В найближчі 3-4 роки тут очікується видобуток газу 2 млрд куб.м. [Нафтогазова Вертикаль].
Національною програмою «Нафта і газ України до 2010 р.» передбачається, що видобуток в Україні нафти у 2010 р. становитиме 5,4 млн т, газу — 24,5 млрд м³.

### Нафтопереробна промисловість України
представлена 6-а заводами — Кременчуцьким, Херсонським, Одеським, Дрогобицьким, Надвірнянським та Лисичанським. Сумарні нафтопереробні потужності — близько 52 млн т/рік, з яких Україна власним видобутком нафти може забезпечити тільки близько 7 %. Тому НПЗ України працюють головним чином на імпортній сировині (станом на 2003 р. — на 80 % з Росії). На початку XXI ст. внутрішній ринок нафтопродуктів на 90 % забезпечується продукцією власних НПЗ.

### Вугільна промисловість України
найважливіша паливно-енергетична база держави. За видобутком вугілля Україна у 2001 р. займала 8-е місце в світі (після Китаю, США, Індії, Австралії, ПАР, РФ, Польщі та Індонезії). Динаміка видобутку вугілля в Україні від початку промислових розробок родовищ наведена у таблиці 1. Виробнича потужність шахт — 193 млн т (1991).
Видобуток кам'яного вугілля розпочався в Україні з 1721 року, поступово він набрав розмаху і досяг свого піку у 1976 році. Його ріст видно з таблиці 1:
| Видобуток вугілля в Україні, млн. т | Видобуток вугілля в Україні, млн. т | Видобуток вугілля в Україні, млн. т | Видобуток вугілля в Україні, млн. т | Видобуток вугілля в Україні, млн. т | Видобуток вугілля в Україні, млн. т | Видобуток вугілля в Україні, млн. т | Видобуток вугілля в Україні, млн. т | Видобуток вугілля в Україні, млн. т | Видобуток вугілля в Україні, млн. т | Видобуток вугілля в Україні, млн. т |
| Рік                                 | 1860                                | 1861                                | 1862                                | 1863                                | 1864                                | 1865                                | 1866                                | 1867                                | 1868                                | 1869                                |
| ----------------------------------- | ----------------------------------- | ----------------------------------- | ----------------------------------- | ----------------------------------- | ----------------------------------- | ----------------------------------- | ----------------------------------- | ----------------------------------- | ----------------------------------- | ----------------------------------- |
| Вугілля, млн. т                     | н.д.                                | 0,1▲                                | н.д.                                | н.д.                                | н.д.                                | н.д.                                | н.д.                                | н.д.                                | н.д.                                | н.д.                                |
| Рік                                 | 1870                                | 1871                                | 1872                                | 1873                                | 1874                                | 1875                                | 1876                                | 1877                                | 1878                                | 1879                                |
| Вугілля, млн. т                     | н.д.                                | н.д.                                | н.д.                                | н.д.                                | н.д.                                | н.д.                                | н.д.                                | н.д.                                | н.д.                                | н.д.                                |
| Рік                                 | 1880                                | 1881                                | 1882                                | 1883                                | 1884                                | 1885                                | 1886                                | 1887                                | 1888                                | 1889                                |
| Вугілля, млн. т                     | 1,3▲                                | 1,4▲                                | 1,6▲                                | 1,6▲                                | н.д.                                | н.д.                                | н.д.                                | н.д.                                | н.д.                                | н.д.                                |
| Рік                                 | 1890                                | 1891                                | 1892                                | 1893                                | 1894                                | 1895                                | 1896                                | 1897                                | 1898                                | 1899                                |
| Вугілля, млн. т                     | 2,9▲                                | н.д.                                | н.д.                                | н.д.                                | н.д.                                | н.д.                                | н.д.                                | н.д.                                | н.д.                                | н.д.                                |
| Рік                                 | 1900                                | 1901                                | 1902                                | 1903                                | 1904                                | 1905                                | 1906                                | 1907                                | 1908                                | 1909                                |
| Вугілля, млн. т                     | 11,3▲                               | н.д.                                | н.д.                                | н.д.                                | н.д.                                | н.д.                                | н.д.                                | н.д.                                | н.д.                                | н.д.                                |
| Рік                                 | 1910                                | 1911                                | 1912                                | 1913                                | 1914                                | 1915                                | 1916                                | 1917                                | 1918                                | 1919                                |
| Вугілля, млн. т                     | 16,3▲                               | н.д.                                | н.д.                                | 22,5▲                               | 24,0▲                               | 23,0▼                               | 24,5▲                               | 22,0▼                               | 6,3▼                                | 4,5▼                                |
| Рік                                 | 1920                                | 1921                                | 1922                                | 1923                                | 1924                                | 1925                                | 1926                                | 1927                                | 1928                                | 1929                                |
| Вугілля, млн. т                     | 4,0▼                                | 4,0▼                                | 6,0▲                                | 7,0▲                                | 11,3▲                               | 11,3▲                               | 18,3▲                               | 22,0▲                               | 22,5▲                               | 25,0▲                               |
| Рік                                 | 1930                                | 1931                                | 1932                                | 1933                                | 1934                                | 1935                                | 1936                                | 1937                                | 1938                                | 1939                                |
| Вугілля, млн. т                     | 33,0▲                               | 36,7▲                               | 41,2▲                               | 44,0▲                               | 53,0▲                               | 59,8▲                               | 67,0▲                               | 67,2▲                               | 69,3▲                               | 70,9▲                               |
| Рік                                 | 1940                                | 1941                                | 1942                                | 1943                                | 1944                                | 1945                                | 1946                                | 1947                                | 1948                                | 1949                                |
| Вугілля, млн. т                     | 76,2▲                               | 57,2▼                               | 2,2▼                                | 2,6▲                                | 16,3▲                               | 30,3▲                               | 37,5▲                               | 45,0▲                               | 54,9▲                               | 65,0▲                               |
| Рік                                 | 1950                                | 1951                                | 1952                                | 1953                                | 1954                                | 1955                                | 1956                                | 1957                                | 1958                                | 1959                                |
| Вугілля, млн. т                     | 78,0▲                               | 81,2▲                               | 88,8▲                               | 95,6▲                               | 104,6▲                              | 120,3▲                              | 132,6▲                              | 152,1▲                              | 164,2▲                              | 167,3▲                              |
| Рік                                 | 1960                                | 1961                                | 1962                                | 1963                                | 1964                                | 1965                                | 1966                                | 1967                                | 1968                                | 1969                                |
| Вугілля, млн. т                     | 172,1▲                              | 171,4▼                              | 175,1▲                              | 179,7▲                              | 187,1▲                              | 194,3▲                              | 196,4▲                              | 199,0▲                              | 200,4▲                              | 204,4▲                              |
| Рік                                 | 1970                                | 1971                                | 1972                                | 1973                                | 1974                                | 1975                                | 1976                                | 1977                                | 1978                                | 1979                                |
| Вугілля, млн. т                     | 207,1▲                              | 209,4▲                              | 211,2▲                              | 212,6▲                              | 213,7▲                              | 215,7▲                              | 218,2▲                              | 217,1▼                              | 210,9▼                              | 204,7▼                              |
| Рік                                 | 1980                                | 1981                                | 1982                                | 1983                                | 1984                                | 1985                                | 1986                                | 1987                                | 1988                                | 1989                                |
| Вугілля, млн. т                     | 197,1▼                              | 191,1▼                              | 194,1▲                              | 190,9▼                              | 190,8▼                              | 189,0▼                              | 193,0▲                              | 192,0▼                              | 191,7▼                              | 180,2▼                              |
| Рік                                 | 1990                                | 1991                                | 1992                                | 1993                                | 1994                                | 1995                                | 1996                                | 1997                                | 1998                                | 1999                                |
| Вугілля, млн. т                     | 164,8▼                              | 135,6▼                              | 133,6▼                              | 115,7▼                              | 94,4▼                               | 83,6▼                               | 74,8▼                               | 75,6▲                               | 76,2▲                               | 81,1▲                               |
| Рік                                 | 2000                                | 2001                                | 2002                                | 2003                                | 2004                                | 2005                                | 2006                                | 2007                                | 2008                                | 2009                                |
| Вугілля, млн. т                     | 80,3▼                               | 83,4▲                               | 81,9▼                               | 79,3▼                               | 80,2▲                               | 78,0▼                               | 80,3▲                               | 75,5▼                               | 77,7▲                               | 72,2▼                               |
| Рік                                 | 2010                                | 2011                                | 2012                                | 2013                                | 2014*                               | 2015*                               | 2016*                               | 2017*                               | 2018*                               | 2019                                |
| Вугілля, млн. т                     | 75,2▲                               | 81,9▲                               | 85,7▲                               | 83,7▼                               | 64,9▼                               | 39,7▼                               | 40,9▲                               | 34,9▼                               | 33,29▼                              | 31,2▼                               |

- — 2014— 2018 роки не враховані видобутки на окупованій Росією територією України.

Основний вугільний басейн України — Донецький (92 % видобутку). Інші басейни — Львівсько-Волинський кам'яновугільний та Дніпровський буровугільний. Освоюються нові вугільні райони — Західний Донбас (Дніпропетровська область) і Південний Донбас (між Донецьком і Маріуполем). За 200 років експлуатації Донбасу з його надр видобуто близько 8 млрд т вугілля. Сьогодні в межах регіону розвідано ще 90 млрд т. У 1991 р. в У. працювало 247 шахт і 5 вугільних розрізів; з них у Донецькому басейні 226 шахт, у Львівсько-Волинському — 18.
Дніпровський басейн експлуатується переважно кар'єрами (61 % видобутку). На 1.01.1996 у вугільній промисловості працювало 740 тис. чол. Внаслідок реструктуризації вугільної промисловості у 2001 р. функціонувало 190 шахт і 3 розрізи. Вугілля України постачає свою продукцію для потреб електроенергетики (майже 38 % від загального обсягу поставок), коксохімії (22 %), населення (11 %), комунально-побутових (3 %) та інш. споживачів (26 %). Галузь є складним виробничо-технічним комплексом, що складається з кількох підгалузей. Крім шахт і кар'єрів діють близько 60 збагачувальних фабрик, 3 шахтобудівні комбінати, 17 заводів вугільного машинобудування, 20 галузевих інститутів, гірничорятувальна служба, спеціалізовані об'єднання і виробництва з ремонту, налагодження й обслуговування гірничошахтного устаткування, розв'язання екологічних проблем, геологічної розвідки, залізничного та автомобільного транспорту, торгівлі, об'єкти соціальної сфери тощо. Видобуток вугілля в 1995-97 рр. становив 70-100 млн т на рік. В Україні видобувається до 1,6 % світового обсягу вугілля. Збагачувальними фабриками у 2000 р. перероблено близько 70 млн т. вугілля (87,5 %). Вугільні пласти тонкі (в середньому 1,1 м) і характеризуються складною будовою. Середня глибина розробки на шахтах України 556 м, але на багатьох шахтах вона перевищує 1000 м (ім. Челюскінців, ім. О. Скочинського, ім. В. Бажанова та ін.). Понад 110 шахт віднесені до 3-ї категорії і надкатегорійних по газу, 106 шахт розробляють пласти, небезпечні за раптовими викидами вугілля і газу. Температурара бічних порід на глибині понад 1000 м досягає 45–50 °С. У вугільній промисловості практично повністю завершено механізацію виймання вугілля, доставку вугілля в очисних вибоях, відкатку вугілля, навантаження вугілля у залізничні вагони. Широко застосовують механізовані комплекси, щитові агрегати, стругові машини, вузькозахопні комбайни. У підготовчих вибоях застосовують прохідницькі комбайни і нарізні комплекси, навантажувальні машини, новітні бурові установки. Програма розвитку вугільної промисловості до 2005 р. передбачає реструктуризацію галузі з необхідністю закриття нерентабельних шахт. До 2005 р. до цієї категорії Мінвуглепромом потенційно віднесено близько 100 шахт, 30 з яких забезпечені запасами до 5 років. Згідно з програмою «Українське вугілля», Кабінету Міністрів України від 19.09.2001 р. у 2010 р. вугільна промисловість буде представлена 159 шахтами і 3-а розрізами. Видобуток вугілля в 2010 р. сягне 110 млн т., а у 2030 р. планується 120–125 млн т/рік. Головним вугледобувним басейном України є і залишиться Донбас. У Волинському басейні загальний видобуток вугілля в 2005 р. становитиме 10,7 млн т.
У 2003 р. Міністерство палива і енергетики України планує продовжити будівництво трьох з семи нових шахт — «Никанор-Нової», «Самсонівської-Західної» і «Донбаської № 4/42». Вводяться в експлуатацію виробничі потужності на шахті «Золота Балка» (150 тис. тонн) і «Донбаська» (100 тис. тонн). Будуються наступні черги шахти «Донбаська № 3», буровугільного розрізу «Костянтинівський» з метою введення через 2-3 роки, а також реконструкція шести шахт. Для компенсації вибуваючих потужностей будують 37 нових горизонтів, які планується ввести в експлуатацію до 2010 року. Програма фінансування очисних вибоїв в 2003 році передбачає введення 85 нових лав, з них 74 — з видобутку енергетичного вугілля, а 11 — коксівного. При цьому 70 з них будуть фінансуватися з бюджету, який передбачає на ці цілі 740 млн грн. На капітальне будівництво у вугільній галузі бюджет-2003 передбачає 300 млн грн.

### Торф
В Україні на кінець XX ст. розроблялося 510 родовищ торфу. Видобуток торфу у 1997 р становив 776 тис.т, з яких 720 тис.т. використовувалося як комунальне паливо, інше — як добриво. Український концерн торфової промисловості «УКРТОРФ» об'єднує в своєму складі на правах дійсних членів концерну сім державних підприємств з видобування й переробки торфу («Волиньторф», «Житомирторф», «Київторф», «Поділляторф», «Рівнеторф», «Сумиторф», «Чернігівторф»), Коростишівський завод «Реммашторф», Українську інспекцію з контролю якості торфової продукції та паливних брикетів «Укрінспаливо», та чотири асоційованих члени концерну: Лопатинський та Стоянівський торфозаводи, ВАТ «Івано-Франківськ» та науково-виробниче підприємство «Промтех».

### Залізорудна промисловість України
високорозвинена. В країні в кінці XX ст. добувалося 13,5 % від обсягу світового видобутку залізної руди. Всього в кінці XX ст. (1997-98 рр.) працювало 18 шахт і 11 кар'єрів. Основна продукція гірничодобувних підприємств: багаті руди (Fe 54-61 %), концентрат (Fe 63,8-66 %), залізорудні обкотиші і аґломерат. Річний видобуток руди в Україні сягав у 1997 р. 115 млн т., у 2000 р. — 55,9 млн т, у 2001 — 54,66 млн т. Виробництво Fe-концентрату в 2001 становило 42,29 млн т., котунів (обкотишів) — 11,99 млн т і знижувалося. Виробництво аґломерату — 10,92 млн т і зростало.
Розробляються родовища в Полтавській, Дніпропетровській і Запорізькій областях. Основним промисловим типом є багаті мартитові руди в залізистих кварцитах, а також гематитові руди і бурі залізняки. Як правило, в металургійне виробництво вони поступають без збагачення, незначна частину піддають магнітній сепарації. Приблизно 75 % залізняку добувається відкритим способом і близько 25 % — підземним.
Україна займає 7-е місце в світі за виробництвом сталі — 33,1 млн т сталі в 2001 (+5.4 % до 2000). Стальна індустрія сильно залежить від експорту. У 2001 р. експорт становив 28.7 млн т сталі (87 % видобутку руди). Експорт металу забезпечує 47 % надходжень іноземної валюти для країни. Станом на 2000 р. частка України у світовому виробництві заліза становила 4 %. Запасів залізних руд в країні вистачає на сотні років видобутку і переробки.
Основним районом залізорудної промисловості є Криворізький залізорудний басейн, який дає понад 90 % видобутку залізної руди. Промисловий комплекс Криворіжжя станом на початок XXI ст. може добувати на рік понад 190 млн т сирих руд і отримувати з них близько 70 млн т товарної продукції. Розробляються як багаті залізні руди, так і бідні магнетитові кварцити, бурі оолітові залізняки. Видобуток ведеться підземним і відкритим способами. Багаті руди добувають на 16 шахтах ВО «Кривбасруда», на шахті «Центральна» Інгулецького ГЗК і шахті «Експлуатаційна» Запорізького залізорудного комбінату. Роботи ведуться на глибині 1000—1300 м, відпрацьовуються майже 190 рудних тіл потужністю від 2 до 180 м. Системи розробки, що застосовуються — з обваленням руди і вмісних порід (близько 60 %), з відкритим очисним простором (близько 20 %) і з закладенням виробленого простору (близько 20 %). Всі осносновні процеси видобутку руди механізовані. Гірничотранспортне обладнання — бурові каретки, навантажувально-транспортні машини; прохідницькі комбайни, вібротехніка і інш.
Відкритий видобуток у кінці XX ст. проводився на кар'єрах Південного ГЗК, Новокриворізького ГЗК, Центрального ГЗК, Північного ГЗК, Інгулецького ГЗК, Полтавського ГЗК і Камиш-Бурунського залізорудного комбінату. Глибина кар'єрів понад 200 м (макс. до 320–350 м). Обсяги розкривних робіт 180 млн м³. Використовується циклічно-потокова технологія. Застосовуються буро-підривні роботи, а також крокуючі екскаватори.

### Марганцеворудна промисловість України
найпотужніша в світі. В кінці XX ст. країна добувала близько 29 % світового обсягу марганцевих руд. У 1997 р. видобуток становив 7,2 млн т, а у 2000 р близько 5 млн т. (8 % світового). Основною сировинною базою є Нікопольський басейн, де працюють Орджонікідзевський та Марганцевський ГЗК. Нікопольське родовище розробляється відкритим і підземним способами.
Застосовуються системи розробки довгими стовпами з виїмкою руди механізованими комплексами. На відкритих роботах використовуються одноківшеві і роторні екскаватори. Руда збагачується на фабриках, оснащених мийними, відсаджувальними, флотаційними машинами, магнітними сепараторами і інш. Концентрати оксидних руд містять 37-45 % Mn, а карбонатних — 29-31 %. Основні споживачі концентрату — підприємства чорної металургії. Частина продукції йде на експорт.
У 2001 р. Україна виробила 2,71 млн т марганцевого концентрату (-1.5 % до 2000). Найбільший виробник концентрату марганцю — Орджонікідзевський ГЗК — виробив у 2001 р. 1,7 млн т концентрату (-7 % до 2000). ГЗК видобуває руду відкритим способом. Марганцевський ГЗК — другий в країні виробник концентрату марганцю — виробив у 2001 р. 1 млн т концентрату марганцю (+9,4 % до 2000). ГЗК планує видобувати у 2010 р. 2,95 млн т руди (1,78 млн т — шахтним способом, 1,17 млн т — кар'єрами).

### Рідкісні метали
Розробку ільменітових і циркон-рутил-ільменітових родов. у кінці XX ст. здійснюють відкритим способом на Іршинському ГЗК та Верхньодніпровському ГМК. Використовують роторні, ланцюгові екскаватори і драґлайни. Збагачення пісків гравітаційне, вилучення корисних компонентів становить 80-90 %.
Вільногірський гірничий і металургійний комбінат на початку XXI ст. нарощує видобуток. У 2001 р. тут видобуто 60 800 т рутилового концентрату (+7,7 % до 2000), 33 700 т цирконового концентрату (+2,2 % до 2000), 179 500 т ільменітового концентрату (+10,1 % до 2000). Виробниче об'єднання з 1961 спеціалізується на видобутку і переробці титаноцирконієвих руд, дає половину ільменітового концентрату країн СНД та Європи. Воно входить до підприємств, які не підлягають приватизації.
У 2000 р створено спільне Українсько-американське підприємство «Ірша-Ільменіт».
ВАТ «Титан» — найбільший український продуцент діоксиду титану, виробив його у 2001 р 49,7 тис.т. З 1998 р компанія належить до спеціальної Сивашської економічної зони.
ВАТ «Чисті метали» (м. Світловодськ) видобуває ґалій. Сировиною для його видобування є боксити (середній вміст в бокситах близько 50 г/т).
Основні напрями розвитку промисловості рідкісних металів України: 1. Розробка і освоєння технологій виробництва рідкіснометалічної продукції на основі циркону, титану, гафнію, РЗЕ, що дозволяє знизити імпорт ніобію, ванадію, вольфраму, молібдену, танталу і інш., сировинна база яких в Україні недостатньо розвинена. Це насамперед стосується сплавів лігатур, порошків на основі циркону і титану для використання виробів в атомній енергетиці, машинобудуванні, виробництві ріжучих інструментів, медицині, приладобудуванні, металургії сталі і кольорових металів. 2. Освоєння технологій вилучення ванадію, ґалію, РЗЕ і інш. з вторинних джерел рідкіснометалічної сировини, в тому числі хлористих (або хлоридних) відходів, червоних шламів, фосфогіпсу, відвалів золи ТЕС, металургійних шлаків і інш.

### Видобуток руд кольорових металів
в Україні незначний, хоча за 1992–2002 рр. було розвідано нові родовища поліметалів, міді, олова, вольфраму та інш. Розвиток кольорової металургії України визначається не тільки станом її сировинної бази, але і вдосконаленням технології переробки бідних руд, комплексністю використання мінеральної сировини, зниженням втрат супутніх компонентів. Найважливішою є розробка нікелевих та ртутних руд.

### Видобуток нікелевих руд
ведеться відкритим способом на Деренюхінському та Липовеньківському родовищах Побузької групи родовищ (запаси на 10 років). Готове до розробки Тарнаватське родовище. Переробку сировини методом електроплавки здійснює Побузький нікелевий завод. (продукція — феронікель з вмістом Ni 7-8 %).

### Алюміній
Миколаївський глиноземний завод — колишній найбільший виробник глинозему в Радянському Союзі — нарощує потужності: 2000 р. — 1,07, у 2001 — 1,12, 2002 — 1,3 млн т глинозему. Переробляється боксит з родовищ Гвінеї, Австралії, Бразилії та Гаяни. Запорізький алюмінієвий завод виробив у 2001 р. 106 093 т первинного алюмінію, а також 223,9 тис. т глинозему (-9 % до 2000).

### Ртуть
Основний видобуток ртутних руд до 90-х рр. XX ст. було зосереджено на Донбасі на Микитівському ртутному комбінаті. З 1995 р. роботи законсервовані.

### Золото
В останнє десятиліття XX ст. почав розвиватися золотодобувний сектор гірничодобувної промисловості. У 1999 закінчене будівництво дослідно-промислової дільниці Мужіївського золотополіметалічного комбінату в Закарпатській області і з родовища Мужіївське отримані перші вітчизняні зливки золота. У 2000 р здійснено запуск першої черги комбінату. Крім того, в Закарпатті почато видобуток золотоносної руди на Саулякському родовищі. Освоєння Бобриківського родовища в Луганській області знаходиться на початковій стадії. Виробник золота в Україні — компанія «Українські поліметали».
Крім того, проведені масштабні експерименти на гідрометалургійному заводі в Дніпродзержинську (цех № 5) по вилученню золота. Завод готовий до технологічних випробовувань переробки золотоносних руд Українського щита. Прийнята Державна програма «Золото України» на 1996–2005 рр (Постанова КМ України № 532, 1996). Виконана технологічна типізація золотовмісних руд України.

### Сірчана промисловість України
Роздольське та Яворівське ВТ «Сірка» експлуатують родовища сірки у Передкарпатському прогині. Видобуток здійснюється відкритим способом та підземною виплавкою. Виробляється грудкова, рідка і молота, а також ґранульована та полімерна сірка. Перспективи галузі пов'язані з впровадженням безвідходної технології для переробки хвостів флотації на добрива, а розкривних порід — у будівельні матеріали.

### Калійна промисловість України
Сировинною базою є родовища Прикарпатського калієносного басейну. В кінці XX ст. калійні солі добували підземним і відкритим способами. У Калуші та Стебнику виробляли калійні добрива, магній, хлор, каустичну соду і інш.

### Видобуток кам'яної солі
у кінці XX ст. вівся підземним способом із застосуванням камерної системи розробки (Артемівське, Солотвинське родов.) і підземного вилуговування (Слов'янське, Єфремівське і інш.). Крім того, кухонну сіль добували випаровуванням природних розсолів, що надходять зі свердловин, а також з ропи Сиваша і соляних озер Криму за допомогою природного випаровування.

### Бром
У Криму отримують бром і його сполуки з ропи Сиваша. Вода Азовського моря, що містить Br до 30 мг/л, пройшовши через систему насосних станцій і водоймищ, побудованих з урахуванням рельєфу, шляхом природного випаровування перетворюється в ропу з концентрацією Br 700–750 мг/л. Остання надходить на хім. завод (м. Саки), де з неї вилучають Br.
Компанія «Кристал-Вінниця» холдингу «Укрполіметал», українська гранильна фабрика, і бельгійська Smolensk Diamonds N.V., дочірнє підприємство компанії «Смоленськ», планують утворити спільне гранильне підприємство в Україні, яке буде введене в дію у другому кварталі 2004 р. Компанія Smolensk Diamonds, яка буде забезпечувати підприємство сирими алмазами, отримує як мінімум 30 % капіталу, а «Кристал-Вінниця» — 51 %. Підприємство створюється в руслі програми подальшого розвитку «Кристал-Вінниця» і переходу від огранки дрібного товару до середньої і великої сировини внаслідок конкуренції, що зросла з боку китайських і індійських гранильних центрів з дешевою робочою силою. Річний оборот компанії Smolensk Diamonds N.V., що базується в Антверпені, — 50 млн дол. Компанія продає природні і ювелірні алмази оптовим продавцям, має доступ до великих обсягів сировини через De Beers і дістала право експортувати їх в Україну [Rapaport TradeWire].

### Видобуток нерудної індустріальної сировини
Основні родовища. і гірничодобувні підприємства зосереджені в Донецькій, Запорізькій і Дніпропетровській областях.

### Видобуток вогнетривких глин
в кінці XX ст. вівся на 8 родовищах — Новорайському, Пологському, П'ятихатському, Часів-Ярському, Веселівському та ін. Видобуток здійснюють відкритим способом. Потужність розкриву від 4 до 40 м, продуктивних пластів 0,5-20 м. Використовуються роторні і крокуючі екскаватори, комплекси машин безперервної дії. У 1997 р. в У. видобуто 1,6 млн т. вогнетривких глин.

### Видобутокграфіту
відкритим способом здійснює Завалівський графітовий комбінат (Заваллівське родовище графіту, Кіровоградська обл.). Готові до розробки Балахівське і Петрівське (Західно-Інгулецьке, Кіровоградська обл.) родовища, перспективні Судимонтське та Буртинське родовище графіту (Хмельницька обл.); Завалівський та Маріупольський комбінати (Маркограф) випускають ливарний, елементний, електровугільний, тигельний, мастильний та ін. графіт. Видобуток графіту у 1997 р. становив 94 тис. т руди і 6,7 тис. т графіту. Частка України у світовому виробництві графіту 4 % (2000) (див. також Родовища графіту, Укрграфіт).

### Доломіт
видобувають у Східній Україні (Дніпропетровська та Донецька обл.). У 1997 р. розробляли 4 родовища — Новотроїцьке, Ямське, Оленівське та Стильське. Видобуток, за винятком Ямського родовища в Донецькій області, ведеться відкритим способом. Сирий доломіт збагачується. Вихід готової продукції 60-65 %. Вона постачається на металургійні заводи і заводи вогнетривів як в Україні так і за кордон. Попутно виготовляють будівельний щебінь і доломітне борошно. У 1997 р. було видобуто 777 тис. т. доломіту.

### Флюсові і доломітні вапняки
розробляють на Донеччині і в Криму (загалом у розробці 7 родовищ на 1998 р). Докучаївський флюсо-доломітний комбінат, Комсомольське та Балаклавське рудоуправління є найбільшими підприємствами з видобутку і збагачення флюсової сировини. Експлуатуються Каракубське, Західно-Кадиківське, Червонопартизанське і Псилерахське (флюсові вапняки) та комплексні Оленівське і Новотроїцьке (флюсові і доломітизовані вапняки) родовища. Видобуток ведеться відкритим способом. Сумарна продуктивність по гірничій масі 1-10 млн т/рік. Видобуток флюсових вапняків у 1997 р. сумарно становив 17,9 млн т. Сировина переробляється на дробильно-збагачувальних фабриках. Середній вихід товарної продукції близько 86 %. Розкривні породи частково використовуються для виробництва щебеню, мармурової крихти, цементної сировини, доломіто-вапнякового борошна.

### Каолін
У 1998 р. розроблялося 22 родовища первинного і лужного каоліну. Вторинні каоліни добували на 5 родовищах (Положському, Кіровоградському, Володимирівському, Новоселицькому і Мурзинському) відкритим способом. Видобуток каоліну у 1997 р становив: всього — 1347 тис.т., в тому числі первинного — 662 тис.т, вторинного — 671 тис.т., лужного — 14 тис.т.
З виробництва каоліну Україна станом на 2000 р. займала 3-є місце в світі (США — 28 %, Колумбія — 22 %, Україна — 18 %). В табл. 2 подано основні родовища та видобуток.
Таблиця 2. Основні родовища каоліну в Україні та його видобуток (2000).

### Кварцова сировина
видобув в кількості близько 1 млн т/рік (1997). Основний поставник — Овруцьке родовище кварциту. Експлуатація родовища ведеться відкритим способом. Всі види кварцової сировини використовуються без збагачення.

### Бентонітові глини
розробляють на Черкаському та Горбському родов. Видобуток їх за 1997 р. становив 142 тис.т. Видобуток піску формувального (у 1997 р. — 4800 тис.т.) відкритим способом здійснюють на 9 родовищ — Бантишівському, Часів-Ярському, Оріхівському, Гусарівському, Вишневському, Шабельківському, Малишівському та інших родовищах. Крім того, добувають формувальні піски з відходів рудозбагачення Верхньодніпровського ГМК. Сировина використовується без обробки. Одним з найбільших в країні і Європі за видобутком і переробкою бентонітових глин є Дашуківський комбінат.

### Видобуток будівельних матеріалів
здійснюється у всіх регіонах України Найбільший обсяг (близько 70 %) припадає на буто-щебеневу продукцію, з міцних кристалічних, магматичних і метаморфічних гірських порід і пісковиків, близько 5 % щебеню виробляють з металургійних шлаків. Розробляють понад 500 родовищ будівельного каменю для виробництва щебеню і буту. Крім того, шляховими і будівельними організаціями розробляється декілька сотень родовищ, не врахованих балансом запасів. Загалом видобуток і переробка будівельного каменя ведеться на близько 700 кар'єрах. Підприємства продуктивністю 0,2-2,1 млн м³ щебеню і гравію на рік (їх близько 300) випускають понад 95 % загального обсягу продукції. Основна частина її (80 %) виробляється в 12 областях (Житомирська, Донецька, Дніпропетровська, Запорізька, Вінницька та ін.), розташованих в межах Українського щита. Тут розміщені запаси високоякісної сировини — гранітоїдів, що характеризуються міцністю при стисненні 100—300 МПа/см², високою зносо- та морозостійкістю. Найбільші підприємства (потужність по щебеню 1-2 млн м³/рік) — Гніванське (Вінницька обл.), Запорізький і Передаточинський кар'єри (Запорізька обл.), Новополтавський і Токовський дробильно-сортувальні заводи (Дніпропетровська обл.), Каранський і Кальчикський кар'єри (Донецька обл.).
Таблиця 3. Великі родовища облицювального каменю в Україні: запаси та річний видобуток (2000).
На Донбасі, у Придністров'ї, Прикарпатті, в південних областях розробляють родовища вапняків, пісковиків, а в зоні Карпат також андезитів, туфів і інш. порід. На території України експлуатуються понад 100 родовищ будівельних пісків, видобуток яких у 1997 р становив 4,1 млн м³. Найбільший видобуток будівельного піску ведеться в Донецькій, Луганській, Дніпропетровській, Київській, Одеській областях. Більша частина пісків використовується без збагачення, частина збагачується в процесі видобутку гідроспособом (Миколаївська обл.). Нерівномірність розподілу запасів і відповідно видобутку пісків створюють дефіцит цього виду сировини в ряді областей (Крим, Донеччина, Вінниччина і ін.). Цим визначається розвиток виробництва піску з відсівів, відходів переробки каменю, відходів збагачення залізняку та інших руд, з розкривних порід, золошлакових відходів і інш. Випускають 2-4 фракції щебеню і гравію, 1-3 фракції піску. Розширення виробництва нерудних будівельних матеріалів значною мірою орієнтується на вторинну сировину, сумарні ресурси якої близько 100 млн м³ щорічно.

### Для виробництва штучного каменя
розробляють понад 35 родовищ гранітів і ґранодіоритів, габро, лабрадоритів і інш. Найбільші підприємства (кінець XX ст.): Головинський кар'єр, Корнинське і Соколовське кар'єроуправління, Коростишівський і Ємел'янівський заводи (Житомирська обл.), Жежелівський у Вінницькій, Токовський у Дніпропетровській, Янцівський в Запорізькій обл. кар'єри. У Закарпатській області Хустський каменепереробний завод розробляє Великокам'янецьке родовище мармуризованих вапняків, Рахівський кар'єр — Требушанське родовище мармуру. У Криму для виробництва облицювальних виробів використовують вапняки Альмінського, Інкерманського і Білогірського родовищ. Камінь обробляють на Біличському, Львівському, Сімферопольському каменеобробних заводах. Вихід блоків на основних родовищ гранітів і лабрадоритів становить 20-40 %. Облицювальні камені України використовують при будівництві урядових, культових, культурних, дипломатичних, комерційних споруд (наприклад, Кабінет Міністрів, Свято-Михайлівський собор, Український дім та ін.). В Україні у 2001 р. успішно працювало близько 800 каменеобробних підприємств різних форм власності, різної потужності, відомчої підлеглості, регіонального розташування, з різними структурами управління. Серед них фірма «Беютага», міжнародний концерн «Сіаль» (м. Дніпро), гірничодобувний каменеобробний комбінат «Белічі» (Київська обл.), АТ «Комета» (м. Кривий Ріг), Волхонтет-Банчи ЛТД (м. Тернопіль), АТ «Рось» (м. Черкаси), ВАТ «Соколовський кар'єр», МП «Інформграніт» (м. Житомир), ВАТ «Коростишевський кар'єр», СП «Іскор», ВАТ «Коростишевський гранітний кар'єр» (м. Коростишів Житомирської обл.), АТ «Українська каменеобробна компанія», ТОВ «Кеан» (м. Київ), АП «Кварцсамоцвіти» (м. Хорошів Житомирської обл.) і інші. Крім того, обробкою каменя і передусім виготовленням ритуальних виробів займаються сотні приватних підприємців. Каменеобробна підгалузь України виготовляє широкий асортимент продукції з каменя.

## Основні положення стратегії України в гірничій промисловості
Основні положення стратегії України в гірничій промисловості на найближчу перспективу викладені в «Концепції розвитку мінерально-сировинної бази як основи стабілізації економіки України на період до 2010 року». У цей період пріоритетне значення в розвитку мінерально-сировинного комплексу країни будуть мати: паливно-енергетичні ресурси; сировина для гірничо-металургійного комплексу, насамперед для діючих підприємств чорної металургії і розвитку якісної металургії сталі; сировина для гірничо-хімічного комплексу і сільського господарства; валютна мінеральна сировина — дорогоцінні метали і коштовні камені; забезпечення якісною сировиною діючих підприємств інших сфер економіки (виробництво керамічних виробів, паперу та інш.), а також оздоровчих закладів — мінеральними водами.

## Охорона надр і рекультивація земель
З метою раціонального використання надр обов'язковим є комплексне освоєння родовищ корисних копалин. Так, комплексна переробка вугілля включає отримання не лише високоякісного палива (твердого, рідкого і газоподібного), але і ряду цінних продуктів (сірки при спаленні, сорбентів, вуглеграфітових матеріалів, гірничого воску, рідкісних хімічних елементів). Відвали збагачувальних фабрик містять значну кількість сірчаного колчедану. При комплексній переробці керченських бурозалізнякових руд на заводі «Азовсталь» виробляють фосфатні шлаки, що використовуються як добрива. З відходів флотаційного збагачення, що містять S до 5 %, на Роздольненському ВО «Сірка» отримують вапнякові матеріали для нейтралізації кислих ґрунтів. На Слов'янському ВО «Хімпром» застосовують вилуговування калійних солей. З відходів гірничопромислового виробництва отримують різноманітні будматеріали, керамічні, асбоцементні і інші вироби.
Порушення природного стану земель при гірничних роботах в основному пов'язане із видобутком кам'яного вугілля, рудних і нерудних корисних копалин, будівництвом трубопроводів. Значні площі займають відвали розкривних порід і хвостосховища збагачувальних фабрик. Загальна площа порушених гірничними роботами земель в Україні понад 2,8 тис.км², з них близько 1,3 тис. км² знаходяться в експлуатації і 1,5 тис. км² підлягають рекультивації (2000). Проводиться в основному біологічна рекультивація. На землях, що звільняються від гірничних робіт створюють поля, сінокоси, пасовища (сільсько-господарча рекультивація), садять ліс і лісозахисні смуги (лісогосподарча рекультивація). Іноді глибокі кар'єри використовують під водосховища, ставки (водогосподарча рекультивація). Значну увагу приділяють контролю за охороною підземних вод від виснаження і забруднення, вивченню їх режиму, розвитку екзогенних геологічних процесів. Діє до 4 тис. гідрогеологічних свердловин для спостереження за впливом антропогенних процесів на якість підземних вод.

## Гірниче машинобудування
Україна має розвинену машинобудівну промисловість, яка оснащує гірничі підприємства обладнанням для ведення геологічно-розвідувальних робіт, будівництва шахт і кар'єрів, машин для видобутку, транспортування і збагачення корисних копалин. Основні підприємства на кінець XX ст.: Луганський машино-будівний завод (грохоти, сепаратори електромагнітні, залізовідділювачі, відсаджувальні машини, центрифуги, живильники, елеватори, конвеєри скребкові); ВО «Маріупольтяжмаш» (екскаватори роторні, відвалоутворювачі, перевантажувачі); ВО Донецькгірмаш" (навантажувально-транспортні машини, роторні екскаватори і вантажні машини, відвалоутворювачі, конвеєри, перевантажувачі); Новокраматорський машино-будівний завод" (крокуючі екскаватори, млини стержневі і кульові, дробарки, кар'єрні дробильні установки та ін.), Горлівський машино-будівний завод (очисні комбайни, виймальні машини, насосні установки, лебідки); Новогорлівський машино-будівний завод (гідротехніка, бурові верстати й установки); Дружківський машино-будівний завод (механізовані комплекси і вугледобувні агрегати, механізоване кріплення, індивідуальне металічне кріплення для очисних вибоїв, електровози, шахтні вагонетки, нестандартне обладнання для шахтних стовбурів); Дніпропетровський завод гірничошахтного обладнання (вагонетки і комбайни, пилки шахтні, класифікатори, флотаційні машини, гідроциклони, дешламатори магнітні, живильники дискові, перекидачі); Харківський машино-будівний завод (скребкові конвеєри та ін.); Краснолучський машино-будівний завод (стрічкові і пластинчаті конвеєри); Ясинуватський машино-будівний завод (шахтні скреперні лебідки, бурильні установки, породонавантажувальні машини, комбайни прохідницькі, щитові комплекси, дробарки, кліті та ін.); Криворізький завод гірничого машинобудування.

## Наукові установи
Дослідження в галузі геології і гірничої справи проводяться НАН України, галузевих НДІ, вузах. У системі НАН України діють: Інститут геологічних наук (Київ, заснований у 1926) — загальна геологія і геотектоніка, стратиграфія і палеонтологія, літологія і мор. геологія, гідрогеологія і інженерна геологія, а також геологія родовищ корисних копалин; Інститут геофізики ім. С. І. Суботіна (Київ, 1960) — вивчення будови літосфери геофізичними методами, геодинаміка, теорія і методика прогнозування землетрусів; Інститут геохімії, мінералогії та рудоутворення (Київ, 1969) — вивчення складу земної кори, розробка геохімічних моделей, фізико-хімічні властивості мінералів, петрологія вулканізму і метаморфізму, геохімія і закономірності локалізації рудних родовищ, геохімія процесів рудоутворення, методи геохімічних пошуків родовищ корисних копалин; Інститут геології і геохімії горючих копалин (Львів, 1951) — геохімічні особливості, пошуки та розвідка горючих корисних копалин (нафта, газ, вугілля, горючі сланці, озокерит і сірка); Інститут геотехнічної механіки (Дніпропетровськ, 1967) — фізико-механічні властивості г.п., динаміка гірничого тиску, механіка руйнування, геохімічні та аеро-, газо-, термодинамічні процеси гірничого виробництва, технологія і техніка видобутку та переробки корисних копалин. Найбільшими серед галузевих НДІ є: Гірничорудний НДІ (Кривий Ріг, 1933) — технологія і техніка підземного і відкритого видобутку руд чорних металів, геологія і комплексне використання надр та відходів виробництва; Український державний інститут мінеральних ресурсів (Сімферополь, 1956) — закономірності формування і розміщення родовищ твердих корисних копалин, прогнозна оцінка ресурсів корисних копалин, збагачення корисних копалин, гідрогеологічні та інженерно-геологічні дослідження в процесі розвідки твердих корисних копалин, прісних та мінеральних вод, методика геохімічних пошуків корисних копалин, геоекологія, технологія колонкового буріння; Український науково-дослідницький геологорозвідувальний інститут (Львів, 1957) — розміщення нафтових та газових родовищ, прогнозна оцінка ресурсів і пошуково-розвідувальні роботи на нафту і газ, методи і технічні засоби сейсморозвідувальних і промислово-геофізичних свердловинних досліджень, техніка і технологія буріння і випробовування свердловин; Український науково-дослідницький інститут природних газів (Харків, 1959) — геологія, розробка та експлуатація газових та газоконденсатних родовищ, технологія буріння, видобутку, підготовки, транспортування і підземного зберігання газу, економіка газової промисловості; Державний науково-дослідницький і проектний інститут нафтової промисловості (Київ, 1966) — науково-дослідні та проектно-пошукові роботи для розвитку нафтовидобувної промисловості; Інститут геодинаміки ім. О.Скочинського (Донецьк) — динаміка літосфери, динамічна геологія вугільних родовищ, поля напруг у гірничих виробках; Донецький державний вугільний інститут (Донецьк, 1946) — способи підготовки та системи розробки вугільних пластів, комплексна механізація і автоматизація розробки вугільних родовищ, розробка технології експлуатації і технології обслуговування гірничошахтного обладнання; Український НДІ соляної промисловості (Артемівськ, 1948) — геологія соляних родовищ, технологія і техніка розробки соляних родовищ, збагачення і комплексна переробка кам'яної солі та ін.

## Підготовка кадрів
Фахівців у галузі геології готують: Київський національний університет ім. Т. Г. Шевченка; Львівський національний університет ім. І. Франка; Львівська політехніка; Харківський національний університет ім. В.Каразина; Одеський національний університет ім. І.Мечникова; Дніпропетровський національний університет.
Фахівців гірничо-геологічного профілю готують: Дніпровська політехніка; Донецький національний технічний університет; Житомирська політехніка; Криворізький національний університет; Івано-Франківський національний технічний університет нафти і газу; НТУУ «Київський політехнічний інститут»; Національний університет водного господарства та природокористування та інші.